# Kabinett Higashikuni

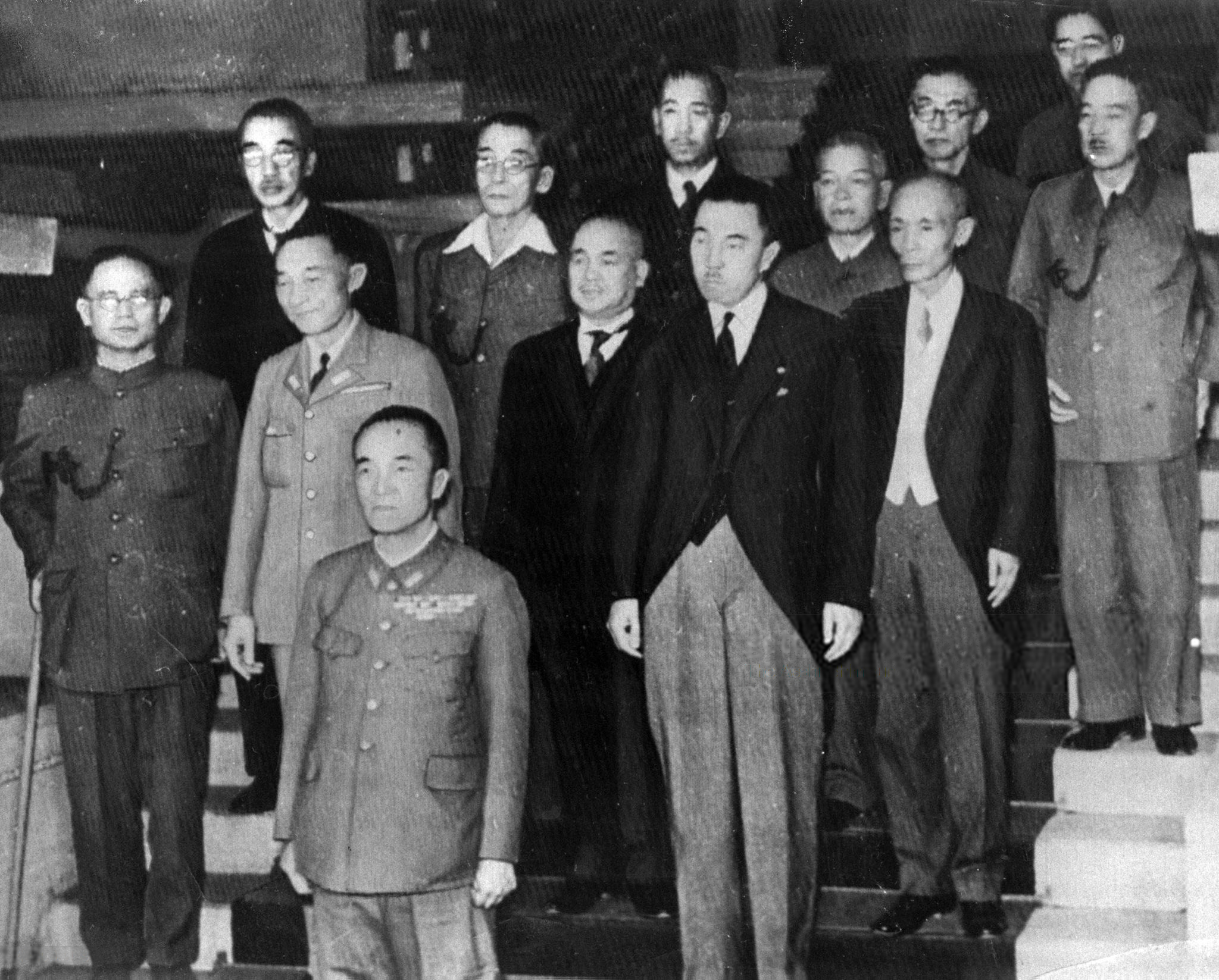
Kabinett Higashikuni (von links nach rechts; vordere Reihe: Higashikuni, Shigemitsu, Yonai, Nakajima, Konoe, Iwata; hintere Reihe: Matsumura, Sengoku, Yamazaki, Tsushima, Kohiyama, Ogata; ganz hinten: Murase Naokai, Chef des Legislativbüros)

Das Kabinett Higashikuni (jap. 東久邇宮内閣, Higashikuni naikaku) regierte Japan unter Premierminister Higashikuni Naruhiko vom 17. August 1945 bis zum Rücktritt am 9. Oktober 1945. Zwei Tage nach der Kapitulation Japans am 15. August 1945, die das Ende des Pazifikkrieges markierte, trat das letzte Kriegskabinett von Suzuki Kantarō zurück. Der Shōwa-Tennō Hirohito betraute den Prinzen Higashikuni Naruhiko mit der Regierungsführung. Wichtigste Aufgabe des Kabinetts waren die Rückführung der in Übersee verbliebenen Truppen und die Demobilisierung der Kaiserlich Japanischen Armee. Mit der beginnenden alliierten Besatzung musste es außerdem die Anordnungen der Besatzungsverwaltung (SCAP/GHQ) umsetzen, die die Liberalisierung und Demokratisierung Japans einleiteten, wobei Higashikuni zu verhindern suchte, dass die Institution des Tennō selbst angetastet würde. Die „Freiheitsdirektive“ des SCAP Douglas MacArthur vom 4. Oktober 1945, die die Einschränkungen der Meinungs-, Vereinigungs- und Religionsfreiheit aufheben und die Tokkō und das Innenministerium auflösen sollte, führte zum Rücktritt des Kabinetts Higashikuni, dem diese Forderungen zu weit gingen.
Dem Kabinett gehörten bei Amtsantritt einschließlich des Premierministers acht Staatsminister aus dem adeligen Kizokuin (Herrenhaus) und zwei aus dem bürgerlichen Shūgiin (Unterhaus) an.

## Staatsminister
| Amt bis zum 26. August                    | Amt ab dem 26. August                   | Name                                                                 | Kammer           | Fraktion                   |
| ----------------------------------------- | --------------------------------------- | -------------------------------------------------------------------- | ---------------- | -------------------------- |
| Premierminister                           | Premierminister                         | Prinz Higashikuni Naruhiko                                           | Kizokuin         | —                          |
| Außenminister                             | Außenminister                           | Shigemitsu Mamoru bis 17. September Yoshida Shigeru ab 17. September | Kizokuin —       | — —                        |
| Innenminister                             | Innenminister                           | Yamazaki Iwao                                                        | —                | —                          |
| Finanzminister                            | Finanzminister                          | Tsushima Juichi                                                      | Kizokuin         | Kenkyūkai                  |
| Heeresminister                            | Heeresminister                          | Higashikuni Naruhiko bis 23. August Shimomura Sadamu ab 23. August   | Kizokuin —       | — —                        |
| Marineminister                            | Marineminister                          | Yonai Mitsumasa                                                      | —                | —                          |
| Justizminister                            | Justizminister                          | Iwata Chūzō                                                          | Kizokuin         | Dōwakai                    |
| Bildungsminister                          | Bildungsminister                        | Matsumura Kenzō bis 18. August Maeda Tamon ab 18. August             | Shūgiin Kizokuin | Dainihon Seijikai Dōseikai |
| Minister für Landwirtschaft und Industrie | Minister für Landwirtschaft und Forsten | Sengoku Kōtarō                                                       | Kizokuin         | Klub der Unabhängigen      |
| Minister für Landwirtschaft und Industrie | Minister für Handel und Industrie       | Nakajima Chikuhei                                                    | Shūgiin          | Dainihon Seijikai          |
| Munitionsminister                         | Minister für Handel und Industrie       | Nakajima Chikuhei                                                    | Shūgiin          | Dainihon Seijikai          |
| Verkehrsminister                          | Verkehrsminister                        | Kohiyama Naoto                                                       | Kizokuin         | —                          |
| Großostasienminister                      | abgeschafft                             | Shigemitsu Mamoru                                                    | Kizokuin         | —                          |
| Minister für Gesundheit und Soziales      | Minister für Gesundheit und Soziales    | Matsumura Kenzō                                                      | Shūgiin          | Dainihon Seijikai          |
| Staatsminister                            | Staatsminister                          | Prinz Konoe Fumimaro Obata Toshirō                                   | Kizokuin —       | Kayōkai —                  |
| Staatsminister Chefkabinettssekretär      | Staatsminister Chefkabinettssekretär    | Ogata Taketora                                                       | Kizokuin         | —                          |